# Michael Andrick
Michael Andrick (* 1980) ist ein deutscher Philosoph, Essayist und Sachbuchautor.

## Leben
Sein früherer Familienname war Krause. Er stammt laut Eigenangaben aus einer Familie, in der „das Gespräch immer sehr politisch war“. Seine Eltern sind aus der DDR geflohen und waren wegen des Fluchtversuchs auch im Gefängnis. Das Abitur absolvierte er bei Hannover. Um das Jahr 1999/2000 leistete er nach der Grundausbildung bei den Fallschirmjägern seinen Wehrdienst in Münster beim Deutsch-Niederländischen Corps.
Nach einem Studium in England und Deutschland wurde Andrick 2010 mit dem Thema Göttlicher Wille und menschliche Macht: Strategien zur Befriedung der Gesellschaft bei Locke und Spinoza an der FU Berlin zum Dr. phil. promoviert. Dort hielt er im Wintersemester 2013/2014 Lehrveranstaltungen zu „Mensch und Politik nach Spinoza“. Er ist Autor zahlreicher Bücher und publiziert mit Gastbeiträgen zum Thema Digitalisierung und Philosophie in den Medien, darunter Deutschlandfunk Kultur, Wirtschaftswoche, Cicero und weiteren. Als regelmäßiger Kolumnist erscheint er seit 2021 in der Berliner Zeitung.
Sein 2024 publiziertes Buch Im Moralgefängnis war 2024/2025 viele Wochen auf der Spiegel-Bestsellerliste zu finden.

## Auszeichnungen
Im Jahr 2022 wurde Andrick der „Jürgen-Moll-Preis für verständliche Wissenschaft“ verliehen.

## Privates
Mit seiner Ehefrau und drei Töchtern lebt er in Berlin. 

## Bibliografie
- Göttlicher Wille und menschliche Macht: Strategien zur Befriedung der Gesellschaft bei Locke und Spinoza. Verlag Karl Alber, 2010, ISBN 978-3-495-48442-5.
- Erfolgsleere : Philosophie für die Arbeitswelt. Verlag Herder, 2020, ISBN 978-3-451-39377-8.
- Im Moralgefängnis. Westend, 2024, ISBN  978-3-86489-438-1.
- Empty Success: Philosophy for the world of work. Westend, 2025, ISBN  978-3-86489-497-8.
- Ich bin nicht dabei. Denk-Zettel für einen freien Geist. Verlag Karl Alber, 2025, ISBN 978-3-495-99089-6.